# Bottega (Eva)
Bottega è un singolo della cantante francese Eva, pubblicato il 23 febbraio 2024 e secondo estratto del quarto album in studio Page blanche.

## Video musicale
Il video è stato reso disponibile in concomitanza con la pubblicazione del brano.

## Tracce
Testi e musiche di Eva e Damso.
1. Bottega – 2:58

## Formazione
- Eva – voce
- Damso – produzione